# Hedysarum semenovii
Hedysarum semenovii är en ärtväxtart som beskrevs av Eduard August von Regel och Ferdinand Gottfried Theobald Maximilian von Herder. Hedysarum semenovii ingår i släktet buskväpplingar, och familjen ärtväxter. Inga underarter finns listade i Catalogue of Life.